# Самуїл Шілінгер
Самуїл Шілінгер (угор. Silinger Sámuel, чеськ. Samuel Schillinger, 2 березня 1903, Унгвар, Закарпаття, Австро-Угорщина — 15 лютого 1998) — колишній угорський та чехословацький футболіст. Грав на позиції півзахисника. 
Дворазовий аматорський чемпіон Чехословаччини (1931, 1932) та дев'ятиразовий чемпіон чесько-моравської ліги «ДФВ» (1923—1929, 1931—1933). Дванадцять разів виступав за першу та другу національну збірну Чехословаччини з футболу (1925—1931).

## Клубна кар'єра
Свій шлях у футбол розпочав в 1919 р. у юнацькій команді «ТК» (Унгвар) , котра тоді брала участь у східній групі угорської першості та яка поспіль, вже у чехословацьку еру була перейменована на «УТК» (Ужгород). У 1923 р. його запросили до столичної команди «ДФК», котра у ті часи була провідною серед учасників Чемпіонату чесько-моравської футбольної ліги «ДФВ». У цій першості він зі своєю дружиною дев'ять разів ставав чемпіоном, а у аматорському чемпіонаті Чехословаччини — двічі. У 1925 р. ця команда вийшла до першої професіональної ліги країни та зайняла почесне четверте місце. З тих пір його почали запрошувати до збірної команди країни. 

## Виступи у збірній Чехословаччини
| 01. | 28.09.1926 | Прага  | Центральний стадіон | Австрія   | 1-2 | Товариський матч |  |  |  |
| 02. | 28.10.1926 | Прага  | Центральний стадіон | Італія    | 3-1 | Товариський матч |  |  |  |
| 03. | 20.03.1927 | Відень | Центральний стадіон | Австрія   | 1-2 | Товариський матч |  |  |  |
| 04. | 28.06.1929 | Загреб | Центральний стадіон | Югославія | 3-3 | Товариський матч |  |  |  |

## Досягнення
- Чехословацька перша ліга
  - 4 місце (1): 1925
- Чемпіон Чехословаччини з футболу серед аматорських команд (2): 1931, 1932
- Чемпіон чесько-моравської футбольної ліги «ДФВ» (9): 1923, 1924, 1926, 1927, 1928, 1929, 1931, 1932, 1933